# Ochrota septentrionalis
Ochrota septentrionalis är en fjärilsart som beskrevs av De Toulgoët 1956. Ochrota septentrionalis ingår i släktet Ochrota och familjen björnspinnare. Inga underarter finns listade i Catalogue of Life.